# Crypturellus
Genre
Crypturellus est un genre d'oiseaux appartenant à la famille des Tinamidae vivant en Amérique centrale et du Sud.

## Liste des espèces
Selon la classification de référence du Congrès ornithologique international (version 15.1, 2025) :
- Crypturellus berlepschi (Rothschild, 1897) — Tinamou de Berlepsch ;
- Crypturellus cinereus (Gmelin, JF, 1789) — Tinamou cendré ;
- Crypturellus soui (Hermann, 1783) — Tinamou soui ;
- Crypturellus ptaritepui Zimmer, JT & Phelps, WH, 1945 — Tinamou des tépuis ;
- Crypturellus obsoletus (Temminck, 1815) — Tinamou brun ;
- Crypturellus undulatus (Temminck, 1815) — Tinamou vermiculé ;
- Crypturellus transfasciatus (Sclater, PL & Salvin, 1878) — Tinamou à grands sourcils ;
- Crypturellus strigulosus (Temminck, 1815) — Tinamou oariana ;
- Crypturellus duidae Zimmer, ZT, 1938 — Tinamou de Zimmer ;
- Crypturellus erythropus (Pelzeln, 1863) — Tinamou à pieds rouges ;
- Crypturellus noctivagus (Wied-Neuwied, M, 1820) — Tinamou noctivague ;
- Crypturellus atrocapillus (Tschudi, 1844) — Tinamou à calotte noire ;
- Crypturellus cinnamomeus (Lesson, RP, 1842) — Tinamou cannelle ;
- Crypturellus boucardi (Sclater, PL, 1859) — Tinamou de Boucard ;
- Crypturellus kerriae (Chapman, 1915) — Tinamou de Kerr ;
- Crypturellus variegatus (Gmelin, JF, 1789) — Tinamou varié ;
- Crypturellus brevirostris (Pelzeln, 1863) — Tinamou rubigineux ;
- Crypturellus bartletti (Sclater, PL & Salvin, 1873) — Tinamou de Bartlett ;
- Crypturellus parvirostris (Wagler, 1827) — Tinamou à petit bec ;
- Crypturellus casiquiare (Chapman, 1929) — Tinamou barré ;
- Crypturellus tataupa (Temminck, 1815) — Tinamou tataupa.